# Журнал бібліотекознавства та бібліографії
Журнал бібліотекознавства та бібліографії — науково-теоретичне видання, офіційний орган Всенародної бібліотеки України при Всеукраїнській академії наук, пам'ятка українського бібліотекознавства.
Всі випуски журналу зберігають в залі бібліотекознавчої літератури НБУВ, а їх цифрові копії представлені в електронній бібліотеці «Культура України».

## Історія та опис
Виходив щорічно українською мовою у Києві з 1927 по 1930 рік, тиражем — 1000 примірників. 
Вміщував статті з історії, теорії, методики та організації бібліотечної і бібліографічної роботи, з бібліотекознавства, бібліографії, бібліографічні покажчики (зокрема укладені М. Ясинським покажчики бібліографічних видань, випущених з 1926 по 1928 рік в УРСР, де окремий розділ присвячений відомостям про українську літературу). Рубрики: «Хроніка», «Бібліографія» тощо. 
Серед авторів — Д. Балика, О. Карпінська, В. Козловський, Я. Маяковський, М. Сагарда. Голова редколегії — С. Постернак.